# Editor & Publisher
Editor & Publisher è un mensile statunitense di informazione sul mondo dei periodici e dei giornali.
Fondato nel 1901 a New York City, la sede si è trasferita a Fountain Valley, in California, mentre gli uffici commerciali sono a Lutz, in Florida.

## Panoramica introduttiva

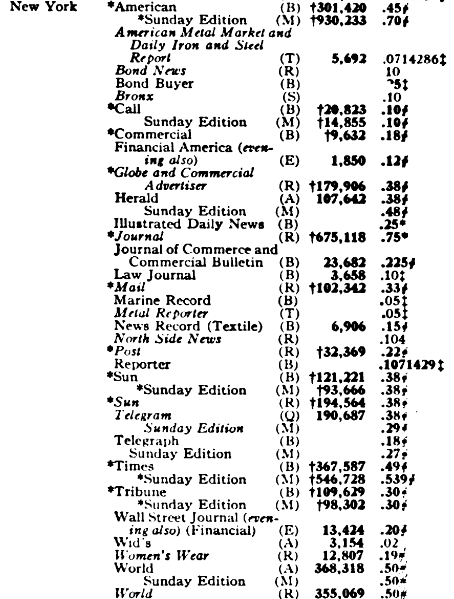
Editor & Publisher nel 1919.

Fondato nel 1901, è una delle più antiche testate statunitensi specializzate del settore. Le notizie riguardano tutti gli aspetti della professione giornalistica, incluse le offerte di lavoro, i premi di categoria e il business degli agenti degli artisti che realizzazno cartoni animati e strisce a fumetti.
È stata descritto con le seguenti parole:
(Weinman, Sarah, AOL.com)
Dopo la cessione del settembre 2019, E&P ha esteso la sua presenza su altre piattaforme, con servizi di podcasting e voce, mentre andava ampliandosi l'approfondimento di questioni relative alla libertà di stampa e al potere del giornalismo locale.
Il motto originale era the newsmagazine of the fourth estate, mentre dagli anni Duemila è  divenuto Since 1884, THE authoritative voice of #NewsPublishing ("Dal 1884, la voce autorevole del ##NewsPublishing").

## Storia
Fondato nel 1884, il settimanale The Journalist fu il primo quotidiano commerciale americano di successo sul giornalismo. Nel 1901, uscì il primo numero del The Editor & Publisher: A Journal for Newspaper Makers, che sei anni più tardi si fuse con il The Journalist. In seguito, E&P acquisì la rivista specializzata Newspaperdom,  la cui storia editoriale risaliva al 1892, e, nel 1927 si unì al periodico The Fourth Estate.
Il numero di E&P del 2 dicembre 1922 conteneva l'atteso rapporto della Commissione King-Crane, ufficialmente chiamata Commissione inter-alleata del 1919 sui mandati in Turchia (Inter-Allied Commission on Mandates in Turkey).
Dal 1990 al 2010, E&P organizzò l'Interactive Newspapers Conference, che nel 2000 ha cambiato il nome in Interactive Media Conference & Trade Show, un evento annuale che si è svolto in varie località degli Stati Uniti, e, a più riprese, a New Orleans e Las Vegas. Dal 2003, si è aggiunta la sponsorizzazione di MediaWeek.

Dal 1996, E&P ha assegnato gli EPpy Awards, un riconoscimento premier per i siti Web affiliati ai media. Gli EPpys sono stati presentati all'Interactive Media Conference fino al 2011, iniziando ad essere assegnati esclusivamente online a partire dall'anno successivo.
Per vari anni, sono stati pubblicati anche l'annuario Editor & Publisher International Yearbook e la guida Editor & Publisher DataBook.
Nel 1999, Editor & Publisher fu acquisito dalla Nielsen Company che lo chiuse alla fine del 2010, finché non fu rilevata dalla Duncan McIntosh Company che trasferì la sede operativa nei pressi di Los Angeles, rianimandone l'attività.

Nel settembre 2019, il periodico è divenuto proprietà del gruppo Curated Experiences Group dell'agente di marketing evangelico Mike Blinder.